# Copa Fares Lopes 2019
In 2019 werd de tiende editie van de Copa Fares Lopes gespeeld voor voetbalclubs uit de Braziliaanse staat Ceará. De competitie werd georganiseerd door de FCF en werd gespeeld van 18 augustus tot 3 november. Caucaia werd kampioen en mocht daardoor aantreden in de Copa do Brasil 2020. 

## Eerste fase
| Plaats | Clu               | Wed. | W | G | V | Saldo | Ptn. |
| ------ | ----------------- | ---- | - | - | - | ----- | ---- |
| 1.     | Caucaia           | 8    | 4 | 3 | 1 | 15:10 | 15   |
| 2.     | Atlético Cearense | 8    | 4 | 2 | 2 | 9:8   | 14   |
| 3.     | Guarany de Sobral | 8    | 3 | 4 | 1 | 9:7   | 13   |
| 4.     | Floresta          | 8    | 3 | 3 | 2 | 16:7  | 12   |
| 5.     | Ferroviário B     | 8    | 3 | 3 | 2 | 7:6   | 12   |
| 6.     | Horizonte         | 8    | 2 | 5 | 1 | 8:9   | 11   |
| 7.     | Pacajus           | 8    | 2 | 2 | 4 | 9:12  | 8    |
| 8.     | Ceará B           | 8    | 1 | 3 | 4 | 6:10  | 6    |
| 9.     | Fortaleza B       | 8    | 1 | 1 | 6 | 8:18  | 4    |

|  | Geplaatst voor tweede fase |

## Tweede fase
In geval van gelijkspel gaat het team met het beste resultaat in de competitie door.
|  | halve finale      | halve finale | halve finale | halve finale |  |                   | finale | finale | finale | finale |
|  |                   |              |              |              |  |                   |        |        |        |        |
|  |                   |              |              |              |  |                   |        |        |        |        |
|  | Floresta          | 0            | 1            | 1            |  |                   |        |        |        |        |
|  | Caucaia           | 0            | 2            | 2            |  |                   |        |        |        |        |
|  |                   |              |              |              |  | Caucaia           | 2      | 2      | 4      |        |
|  |                   |              |              |              |  | Atlético Cearense | 1      | 0      | 1      |        |
|  | Guarany de Sobral | 3            | 0            | 3 (2)        |  |                   |        |        |        |        |
|  | Atlético Cearense | 0            | 3            | 3 (3)        |  |                   |        |        |        |        |

## Kampioen
| Copa Fares Lopes de 2019    |
| Caucaia                     |
| --------------------------- |
| CAUCAIA Kampioen (1° titel) |